# Yamatogawa
Yamatogawa (Japó, 18 de gener de 1987) és un autor de còmics japonesos reconegut per trencar els estereotips del hentai. El seu psudònim prové d'un riu proper a l'autor.
Les seues obres han sigut publicades a França i els Estats Units.
El 2015 dissenyà la roba d'un personatge del videojoc Soul Calibur.

## Obres
Les seues obre presenten una varietat temàtica destacable: l'ocultisme, els videojocs, l'ambient rural i altres. Hi ha un personatge aparegut a l'obra Witchcraft que apareix en una altra obra, Power Play !.
- Aqua Bless (2007)[7]
- Witchcraft (2008)[8]
- Taihen Yokudekimashita? (たいへんよくできました？) (2009)[9]
- Tayu Tayu (たゆたゆ) (2009)[10]
- Power Play ! (Powerプレイ!) (2010)[11]
- Vanilla Essence (ヴァニラエッセンス) (2015)[2]